# Ciclismo ai Giochi della XXX Olimpiade - Velocità maschile
Le gare di Velocità maschile dei Giochi della XXX Olimpiade furono corse il 4, 5 e 6 agosto al London Velopark, nel Regno Unito. La medaglia d'oro fu vinta dal britannico Jason Kenny.
Vide la partecipazione di 17 atleti.

## Risultati

### Round di qualificazione
| Pos. | Atleta              | Tempo  | Media oraria | Note |
| ---- | ------------------- | ------ | ------------ | ---- |
| 1    | Jason Kenny         | 9"713  | 74,127       | OR   |
| 2    | Grégory Baugé       | 9"952  | 72,347       |      |
| 3    | Shane Perkins       | 9"987  | 72,093       |      |
| 4    | Robert Förstemann   | 10"072 | 71,485       |      |
| 5    | Denis Dmitriev      | 10"088 | 71,371       |      |
| 6    | Hersony Canelón     | 10"123 | 71,125       |      |
| 7    | Seiichiro Nakagawa  | 10"144 | 70,977       |      |
| 8    | Zhang Miao          | 10"155 | 70,901       |      |
| 9    | Eddie Dawkins       | 10"201 | 70,581       |      |
| 10   | Njisane Phillip     | 10"202 | 70,574       |      |
| 11   | Azizulhasni Awang   | 10"226 | 70,408       |      |
| 12   | Jimmy Watkins       | 10"247 | 70,264       |      |
| 13   | Pavel Kelemen       | 10"311 | 69,828       |      |
| 14   | Damian Zielinski    | 10"323 | 69,747       |      |
| 15   | Bernard Esterhuizen | 10"350 | 69,565       |      |
| 16   | Hodei Mazquiaran    | 10"604 | 67,898       |      |
| 17   | Zafeiris Volikakis  | 10"663 | 67,523       |      |

### Primo turno
| Manche | Atleta              | Tempo  | Pos. | Note |
| ------ | ------------------- | ------ | ---- | ---- |
| 1      | Grégory Baugé       |        | 1    | Q    |
| 1      | Zafeiris Volikakis  | DSQ    |      |      |
| 2      | Shane Perkins       | 10"722 | 1    | Q    |
| 2      | Hodei Mazquiaran    |        | 2    |      |
| 3      | Robert Förstemann   | 11"100 | 1    | Q    |
| 3      | Bernard Esterhuizen |        | 2    |      |
| 4      | Denis Dmitriev      | 10"690 | 1    | Q    |
| 4      | Damian Zielinski    |        | 2    |      |
| 5      | Pavel Kelemen       | 10"840 | 1    | Q    |
| 5      | Hersony Canelón     |        | 2    |      |
| 6      | Jimmy Watkins       | 10"399 | 1    | Q    |
| 6      | Seiichiro Nakagawa  |        | 2    |      |
| 7      | Azizulhasni Awang   | 10"473 | 1    | Q    |
| 7      | Zhang Miao          |        | 2    |      |
| 8      | Njisane Phillip     | 10"221 | 1    | Q    |
| 8      | Eddie Dawkins       |        | 2    |      |

#### Ripescaggio primo turno
I nove corridori sconfitti nelle batterie del primo turno furono inseriti in batterie da tre corridori ciascuna. Il vincitore di ognuna di esse accedeva al secondo turno.
| Manche | Atleta              | Tempo  | Pos. | Note |
| ------ | ------------------- | ------ | ---- | ---- |
| 1      | Hersony Canelón     | 10"439 | 1    | Q    |
| 1      | Eddie Dawkins       |        | 2    |      |
| 2      | Seiichiro Nakagawa  | 10"792 | 1    | Q    |
| 2      | Damian Zielinski    |        | 2    |      |
| 3      | Bernard Esterhuizen | 10"762 | 1    | Q    |
| 3      | Hodei Mazquiaran    |        | 2    |      |
| 3      | Zhang Miao          |        | 3    |      |

### Secondo turno
I dodici atleti qualificati dal primo turno furono accoppiati nuovamente in batterie da due ciascuno. I sei vincitori accedevano ai quarti di finale, i sei perdenti nelle manches di ripescaggio.
| Manche | Atleta              | Tempo  | Pos. | Note |
| ------ | ------------------- | ------ | ---- | ---- |
| 1      | Jason Kenny         | 10"363 | 1    | Q    |
| 1      | Bernard Esterhuizen |        | 2    |      |
| 2      | Grégory Baugé       | 10"490 | 1    | Q    |
| 2      | Seiichiro Nakagawa  |        | 2    |      |
| 3      | Shane Perkins       | 10"978 | 1    | Q    |
| 3      | Hersony Canelón     |        | 2    |      |
| 4      | Njisane Phillip     | 10"467 | 1    | Q    |
| 4      | Robert Förstemann   |        | 2    |      |
| 5      | Denis Dmitriev      | 10"278 | 1    | Q    |
| 5      | Azizulhasni Awang   |        | 2    |      |
| 6      | Jimmy Watkins       | 10"511 | 1    | Q    |
| 6      | Pavel Kelemen       |        | 2    |      |

#### Ripescaggio secondo turno
I sei corridori sconfitti nelle batterie del secondo turno furono inseriti in batterie da tre corridori ciascuna. Il vincitore di ognuna di esse accedeva al secondo turno.
| Manche | Atleta              | Tempo  | Pos. | Note |
| ------ | ------------------- | ------ | ---- | ---- |
| 1      | Robert Förstemann   | 10"881 | 1    | Q    |
| 1      | Bernard Esterhuizen |        | 2    |      |
| 1      | Pavel Kelemen       |        | 3    |      |
| 2      | Azizulhasni Awang   | 10"456 | 1    | Q    |
| 2      | Seiichiro Nakagawa  |        | 2    |      |
| 2      | Hersony Canelón     |        | 3    |      |

### Quarti di finale
Gli otto atleti qualificati a questa fase, furono accoppiati in batterie di 200 metri al meglio delle tre manches. In nessun casò si andò allo spareggio.
| Manche | Atleta            | Manche1 | Manche2 | Posiz | Note |
| ------ | ----------------- | ------- | ------- | ----- | ---- |
| 1      | Jason Kenny       | 10"433  | 10"030  | 1     | Q    |
| 1      | Azizulhasni Awang |         |         | 2     |      |
| 2      | Grégory Baugé     | 10"472  | 10"300  | 1     | Q    |
| 2      | Robert Förstemann |         |         | 2     |      |
| 3      | Shane Perkins     | 10"520  | 10"263  | 1     | Q    |
| 3      | Jimmy Watkins     |         |         | 2     |      |
| 4      | Njisane Phillip   | 10"545  | 10"300  | 1     | Q    |
| 4      | Denis Dmitriev    |         |         | 2     |      |

### Semifinali
I quattro atleti qualificati a questa fase, furono accoppiati in batterie di 200 metri al meglio delle tre manches. In nessun casò si andò allo spareggio.
| Manche | Atleta          | Manche1 | Manche2 | Pos. | Note |
| ------ | --------------- | ------- | ------- | ---- | ---- |
| 1      | Jason Kenny     | 10"159  | 10"166  | 1    | Q    |
| 1      | Njisane Phillip |         |         | 2    |      |
| 2      | Grégory Baugé   | 10"358  | 10"268  | 1    | Q    |
| 2      | Shane Perkins   |         |         | 2    |      |

### Turno finale

#### 9º – 12º posto
I quattro atleti eliminati nel ripescaggio del secondo turno furono inseriti in una batteria di 200 metri a prova singola, per determinare i piazzamenti dal nono al dodicesimo posto.
| Pos. | Atleta              | Tempo  | Note |
| ---- | ------------------- | ------ | ---- |
| 9    | Jeiichiro Nakagawa  | 10"950 |      |
| 10   | Pavel Kelemen       |        |      |
| 11   | Bernard Esterhuizen |        |      |
| 12   | Hersony Canelón     |        |      |

#### 5º – 8º posto
| Pos. | Atleta            | Tempo  | Note |
| ---- | ----------------- | ------ | ---- |
| 5    | Denis Dmitriev    | 10"340 |      |
| 6    | Jimmy Watkins     |        |      |
| 7    | Robert Förstemann |        |      |
| 8    | Azizulhasni Awang |        |      |

#### 1º – 4º posto
Gara per l'oro
| Pos. | Atleta        | Manche1 | Manche2 | Note |
| ---- | ------------- | ------- | ------- | ---- |
| 1    | Jason Kenny   | 10"232  | 10"308  |      |
| 2    | Grégory Baugé |         |         |      |

Gara per il bronzo
| Pos. | Atleta          | Manche1 | Manche2 | Note |
| ---- | --------------- | ------- | ------- | ---- |
| 3    | Shane Perkins   | 10"489  | 10"297  |      |
| 4    | Njisane Phillip |         |         |      |